# Michael Rowland
Michael Vincent Paschal Rowland OFM (* 18. März 1929 in Grays, Großbritannien; † 23. September 2012 in Dundee, Südafrika) war römisch-katholischer Bischof von Dundee.

## Leben
Michael Rowland, drittes von sieben Kindern, besuchte die St. Thomas of Canterbury Parochial School in Grays und die St. Bonaventure School in Forest Gate. 1940 wollte er in den Dienst der Royal Air Force eintreten, trat aber mit seinem Schulabschluss gegen Ende des Zweiten Weltkrieges der Ordensgemeinschaft der Franziskaner bei. Am 3. Oktober 1945 trat er sein Noviziat an; die ersten Gelübde legte er am 13. Oktober 1946 ab. Er empfing nach seiner Ausbildung am franziskanischen Studienhaus in East Bergholt am 21. März 1953 die Priesterweihe. Er war zunächst Kaplan in der Pfarrei Aldridge/Shelfield bei Birmingham.
1955 ging er in die Mission nach Südafrika. Rowland war zunächst in Ermelo und Bethal tätig. 1956 studierte er die Sprache isiZulu in einer Missionsstation der Benediktiner in Zululand. 1958 wurde er Pfarrer in Dundee in der neu eingerichteten Apostolischen Präfektur Volksrust, später war er in den Missionsgebieten in Ladysmith und Mhlumayo tätig. 1965 wurde er Superior der English Province’s Franciscan Mission in Südafrika und engagierte sich für eine Zusammenführung der franziskanischen Missionstätigkeiten in Südafrika. Er richtete Verwaltungsstrukturen ein und baute ein Noviziat auf. 1977 wurde er erster Präsident der Franciscan Federation of Southern Africa and Rhodesia.
Papst Johannes Paul II. ernannte ihn mit Erhebung der Apostolischen Präfektur zu einem Bistum am 17. März 1983 zum ersten Bischof von Dundee. Die Bischofsweihe spendete ihm der Bischof von Kokstad, Wilfrid Fox Napier OFM, am 17. September desselben Jahres; Mitkonsekratoren waren Denis Eugene Hurley OMI, Erzbischof von Durban, und Mansuet Dela Biyase, Bischof von Eshowe. Er baute die Verwaltung der neuen Diözese auf und war verantwortlich für den Bau von 83 Kirchen, 20 Kindergärten, einem Kinderheim, einem Altenheim, 15 Grundschulen, drei Gymnasien, sieben Ordenskonvente, vier Kliniken und zwei Pastoralzentren.
Am 30. September 2005 nahm Papst Benedikt XVI. sein aus Altersgründen vorgebrachtes Rücktrittsgesuch an. Er lebte anschließend in der Missionsstation Maria Ratschitz Mission und engagierte sich im Duduza Care Centre in Wasbank, KwaZulu-Natal, für die Betreuung von AIDS-Patienten.